# Bruno d'Arcevia
Bruno d'Arcevia, pseudonimo di Bruno Bruni (Arcevia, 21 ottobre 1946), è un pittore italiano.

## Biografia
È un pittore “manierista”, annoverabile tra i fondatori della Nuova maniera italiana, il movimento artistico nato nei primi anni ottanta nel contesto della Transavanguardia, grazie alla collaborazione con il critico Giuseppe Gatt, con l'obiettivo precipuo di recuperare la grande tradizione pittorica del Rinascimento e le tecniche del Manierismo cinquecentesco (Pontormo, Rosso Fiorentino, Del Sarto). La crisi della figurazione, dalle Avanguardie storiche alle ultime tendenze post-belliche, suggerisce ad un copioso gruppo di artisti italiani una sorta di ritorno al mestiere di pittore, all'uso dei pennelli e dei materiali tradizionali, che promuove una rinnovata e proficua stagione artistica dove l'"invenzione" non prescinde dalla qualità del manufatto. Le tecniche pittoriche cui fa ricorso sono quelle tipiche della grande tradizione, dall'olio su tela all'incisione ad acquaforte, fino all'affresco, mentre i temi ricorrenti sono quelli classici, dalla mitologia al soggetto sacro. Espone a Roma presso la Galleria Apollodoro di Paolo Portoghesi, che diventa il luogo di aggregazione ed il punto di riferimento principale del movimento neomanierista. Nel 2001, dà vita, assieme agli artisti Luigi Frappi e Vittoria Scialoja, al movimento dei “Revivalisti”.

Scrive Maurizio Calvesi: 
Questi pittori "citano" (ma non testualmente) i manieristi, ovvero gli inventori della citazione in pittura. Quel gioco di specchi proprio dell'arte concettuale che si valeva soprattutto di riproduzioni fotografiche, diventa un meccanismo incarnato nel vivo farsi della pittura, con un esuberante margine di gioia creativa nel dinamismo dei colori e delle linee. Le linee di d'Arcevia enfatizzano gli stilemi allungati e contorti del manierismo, dando vita a un fantastico arabesco. I colori sono mentali nei loro accesi e acidi cangiantismi, in un trapasso dal "freddo" della citazione colta al "caldo" dell'immaginazione, che rivisita una divertente ma meditata mitologia.
Per apprezzare l'emancipazione mentale e la quasi sfacciata felicità di questa operazione basata sul travestimento dello stile, bisogna vincere l'istintivo rifiuto del primo colpo d'occhio, quale del resto suscita sempre ogni avventurosa novità dell'arte, che dissesti le abitudini del gusto. Acrobata del salto all'indietro (nel passato), d'Arcevia cade però in piedi sulla pedana del suo circo ellittico e anamorfico. La citazione virtuosa e inventata, la mimesi dello stile che si alimenta di se stessa, sono il luogo di un gioco intellettuale che ha tutte le stimmate della modernità, anche proprio nella sua irritante forza di provocazione.»
Ha esposto a tre edizioni della Quadriennale di Roma (1986, 1992 e 1996).
Il 12 luglio 1988, Raiuno ha trasmesso, per il ciclo Artisti d'oggi in seconda serata, una puntata dal titolo Bruno d'Arcevia e il nuovo manierismo.

## Opere
Nel 1965 realizza un affresco di 90 m² nell'aula della Corte di Assise del Tribunale di Cassino.
Nel 1997-1998 lavora presso il santuario di San Francesco di Paola a Paola (CS), dove esegue un affresco di circa 20 m², dipinge ad olio tre tele di circa 200x250 cm. e una tela di 440x214 cm., 4 volte a vela triangolari di m 4 x 3 e una pala d'altare di 250x150 cm.
Nel febbraio 2007 porta a termine un ciclo di affreschi nella sala consiliare del Comune di Serra de' Conti: oltre alla volta della sala, le quattro pareti sono  decorate con delle allegorie di cui una è dedicata alle attività artigianali e d’impresa, un'altra alla attività agricole, una terza al tema del "Buongoverno" e una quarta a quello dello sviluppo sostenibile.
Nel 2009 dipinge ad Ancona "Le ali di Agraria", olio su tela, 600x300 cm, per l'aula magna della Facoltà di agraria dell'Università Politecnica delle Marche. Lo stesso anno presenta "La Marca Parnasiana", tela commissionata dal 3 Consiglio regionale delle Marche per raffigurare la regione Marche attraverso le sue figure più rappresentative
Nel 2010 realizza a Osteria di Serra de' Conti il monumento a Salvo D'Acquisto.
Ad Arcevia inaugura nel 2011 il monumento ai Caduti della Polizia di Stato.
Nel 2013 viene incaricato di affrescare, per circa 200 m², il catino absidale della cattedrale di Noto che, dopo il disastroso crollo del 1996, ha perso l'intero apparato iconografico; qui raffigura i santi dottori della Chiesa, il Cristo pantocratore, con alla destra la B.V. Maria e alla sinistra san Giovanni Battista, e la volta del presbiterio, dove rappresenta il tema iconografico dell'"Etimasia" con le insegne del Cristo e i simboli della Passione.
Sue opere sono ospitate permanentemente nella Galleria d'Arte Moderna e Contemporanea "Ruggeri, Mannucci, Bruno d'Arcevia" di Arcevia.